# Schempp-Hirth Nimbus–3
A Nimbus–3 a németországi Schempp-Hirth repülőgépgyár szabadosztályú (Open Class), szénszálerősítésű, kompozit műanyag építésű teljesítmény-vitorlázórepülőgépe. Az 1980-as évek elejének nemzetközi vitorlázórepülő-versenyein az egyik legjobban szereplő géptípus volt. Utóda az 1990-es évektől gyártott Nimbus–4.

## Története
A repülőgépet Klaus Holighaus tervezte az 1970-es évek végén a Schempp-Hirth cégnél. A gép a Nimbus–1-el kezdődött nagyfesztávolságú vitorlázógép-koncepció folytatása, de már szénszálas erősítésű műanyagot használtak az építéséhez. A szénszál már a Nimbus–2C-nél is megjelent, de a Numbus–3 -nál az elődjéhez képest több konstrukciós módosítást is bevezettek.
Új szárnyprofilt kapott és csökkentették a szárnyprofil vastagságát is, ennek ellenére a szárny torziós merevsége nagyobb lett. Az új szárnnyal, amelyet már a Ventusnál is alkalmaztak, javult a siklási teljesítmény. A tervezés és a gyártás során is nagy gondot fordítottak a kormányfelületek sima illeszkedésére. A szárny négyrészes, fesztávolsága 22,9 m. Ez egy kiegészítő szárnyrésszel 24,5 vagy 25,5 m-re is növelhető. A külső szárnymodulok a Schempp-Hirth Ventusnál is alkalmazott szárnyfülek kissé módosított változata. 1981. február 21-én repült először, Klaus Holighaus-szal, a gép tervezőjével a fedélzetén.
A gép már részt vett az 1981-es paderborni vitorlázórepülő világbajnokságon, ahol az első három helyet ezzel a géppel szerezték meg. Az 1983-as világbajnokságon az első hat helyen Nimbus–3-al végeztek, majd 1985-ben is a vitorlázórepülő-világkupa győztese is Nimbus–3-al repült.
Az egyszemélyes változatból is készült önfenntartó repülést biztosító rendszerrel felszerelt motoros változat, ez a Nimbus–3T jelzést kapta.
Az egyszemélyes Nimbus–3-ból közel száz darabot készítettek. Ennek a mennyiségnek közel harmada a motorral szerelt Nimbus–3T változat. Készült egy önálló felszállásra is alkalmas motoros változat Nimbus–3MR jelzéssel, de ez a gyártótól független átalakítás volt.
Kétszemélyes változata a Nimbus–3D (D – Doppelsiter, magyarul: kétüléses), amely 1986. május 2-án repült először (D-KCJC lajstromjellel). A gép a Janus CE törzsének és a Nimbus–3 szárnyának az ötvözete. Ennek szárnyát kismértékben, 2°-ban előre nyilazták a tömegközéppont kismértékű változása miatt. A kétszemélyes változat motoros kivitelben is készült, amelyeknél a motor a törzsbe hajtható. A Nimbus–3DM egy 60 LE-s kétütemű Rotax motorral van felszerelve, amellyel saját erőből is képes a felszállásra. A Nimbus–3D-be Schempp-Hirth cég Turbo márkanevű, ún. önfenntartó repülést biztosító rendszere került. Ezzel a kisteljesítményű, 16 kW-os motorral az önálló felszállás nem lehetséges, de a levegőben emelő áramlatok hiányában is képes emelkedni és süllyedés nélkül repülni a vitorlázó repülőgép. A 3D és a 3DT is eredetileg 24,6 m-es fesztávú szárnnyal rendelkezik, de mindkettőnek a szárnya kiegészíthető 25,6 m-es fesztávra.

## Jellemzői
A szárny szénszálas erősítésű műanyag. Kicsi, mindössze 14%-os relatív szárnyvastagsággal rendelkezik. A törzs szárny mögötti része, valamint a függőleges és a vízszintes vezérsík ugyancsak szénszálas erősítésű műanyagból készült. A törzs elülső része azonban üvegszál erősítésű műanyagból készült. A kabintető egyrészes plexi, amely oldalra nyílik. A féklap és az ívelőlapok kezelőszervei a kabin bal oldalán, a futómű működtető szervei a kabin jobb oldalán foglalnak helyet.
Négyrészes trapéz alaprajzú szárnnyal rendelkezik. A külső szárny 7 m hosszú és 50 kg tömegű. A belső szárny 63 kg tömegű. A kis tömegek könnyű szerelhetőséget biztosítanak. Az ívelőlapok a belső szárny teljes terjedtsége mentén végig futnak, alul pedig résmentesen, rugalmas héjjal csatlakoznak a szárnyborításhoz. Az ívelőlap-kitérítésnek leszállófokozata is van. A csűrő háromrészes, a külső szárny teljes terjedtsége mentén helyezkedik el. A csűrők semleges helyzete az ívelőlapok kitérésével változik. A vízballaszt-tartály négyrészes, összesen 310 liter víz befogadására képes. A külső és belső tartályokból a ballasztvíz külön-külön is leereszthető.
Az SH rendszerű féklapok a belső szárnyrészek külső, hátsó részén, felül kaptak helyet. A féklapok külső elhelyezését az indokolta, hogy azoknak a magassági kormányok körüli áramlásra gyakorolt káros hatását csökkentsék.

## Műszaki adatok
- Szárnyfesztáv: 22,9 m
- Szárnyfelület: 16,2 m²
- Hossz: 7,70 m
- Magasság: 0,82 m
- Törzs legnagyobb szélessége: 0,62 m
- Szárny felületi terhelése: 27–46 kg/m²
- Oldalviszony: 32,2
- Üres tömeg: 360 kg
- Hasznos terhelés: 75–120 kg
- Legnagyobb felszálló tömeg: 750 kg
- Legkisebb sebesség: 
  - 62 km/h (30 kg/m² felületi terhelésnél)
  - 77 km/h (46 kg/m² felületi terhelésnél)
- Legkisebb merülősebesség:
  - 0,44 m/s (30 kg/m² felületi terhelésnél)
  - 0,52 m/s (46 kg/m² felületi terhelésnél)
- Maximális sebesség: 270 km/h
- Legjobb siklószám: 55 (125 km/h-s sebességnél)